# Xiamiangao (sockenhuvudort i Kina, Shanxi Sheng, lat 39,50, long 112,51)
Xiamiangao är en sockenhuvudort i Kina. Den ligger i provinsen Shanxi, i den norra delen av landet, omkring 180 kilometer norr om provinshuvudstaden Taiyuan. Antalet invånare är 14 755. Befolkningen består av 7 020 kvinnor och 7 735 män. Barn under 15 år utgör 16,0 %, vuxna 15-64 år 73 %, och äldre över 65 år 10,0 %.
Runt Xiamiangao är det ganska tätbefolkat, med 149 invånare per kvadratkilometer. Närmaste större samhälle är Dongshentou, 13,6 km söder om Xiamiangao. Trakten runt Xiamiangao består i huvudsak av gräsmarker.
Genomsnittlig årsnederbörd är 633 millimeter. Den regnigaste månaden är juli, med i genomsnitt 184 mm nederbörd, och den torraste är januari, med 3 mm nederbörd.